# Societat Coral Obrera la Glòria Sentmenatenca
Societat Coral Obrera la Glòria Sentmenatenca és una entitat coral fundada el 1895 a Sentmenat (Vallès Occidental) i que du a terme una tasca social i cultural a partir dels ideals del músic Josep Anselm Clavé amb l'objectiu de divulgar i potenciar l'associacionisme a través del cant coral, i de qualsevol altra activitat representativa de la cultura popular catalana.
El seu local fou confiscat per les autoritats franquistes un cop acabada la guerra civil espanyola i no fou tornat fins després de les gestions dutes a terme pel diputat Carlos Navarro i Gómez. Té uns 750 socis i hi ha constituïdes 11 seccions, i el 1995 va rebre la creu de Sant Jordi.
L'any 2015 va guanyar el Premi Ateneus de votació popular, per les tasques que darrerament hi venia fent setmanalment un grup de voluntaris per tal de reconstruir l'edifici de l'entitat, i el 2016 aquest edifici va ser declarat Bé Cultural d'Interès Local per l'Ajuntament de Sentmenat. Des del 2017 és membre de la Federació d'Ateneus de Catalunya (FAC), de la qual des de maig de 2019 n'és president Pep Morella, secretari de la Societat Coral Obrera la Glòria Sentmenatenca.